# لطفاً تغییر نکن
«لطفاً تغییر نکن» (انگلیسی: Please Don't Change) ترانه‌ای از خواننده اهل کره جنوبی، جونگ‌کوک از بی‌تی‌اس با همکاری دی‌جی و تهیه‌کننده موسیقی فرانسوی دی‌جی اسنیک برای نخستین آلبوم استودیویی او به نام طلایی استکه در ۳ نوامبر ۲۰۲۳ توسط بیگ هیت میوزیک منتشر شد.

## جدول‌های موسیقی
| جدول (۲۰۲۳)                                       | بالاترین جایگاه |
| ------------------------------------------------- | --------------- |
| ۲۰۰ آهنگ جهانی (بیلبورد)                          | ۴۶              |
| تک‌آهنگ‌های داغ نیوزیلند (آرام‌ان‌زی)                 | ۹               |
| کره جنوبی (گائون)                                 | ۹۲              |
| ترانه‌های داغ رقص/الکترونیک ایالات متحده (بیلبورد) | ۵               |